# Yan Nascimbene
Yan Nascimbene est un dessinateur français né à Neuilly-sur-Seine le 3 avril 1949 d'un père italien et d'une mère française, et décédé le 1er février 2013  au Mexique.

## Carrière
Son enfance et son adolescence sont partagées entre l'Italie et la France. Il étudie à la school of Visual Arts de New York puis à l'université de Californie, à Davis où il vit jusqu'à sa mort. 
Passant de la photographie de mode à la peinture puis au cinéma, avec la réalisation en 1981, d'un long métrage de fiction, The Mediterranean, il s'oriente ensuite vers l'illustration.
Pour Gallimard jeunesse, il a réalisé toutes les couvertures de la collection Page Blanche - récompensées par une mention spéciale à la Foire du livre de jeunesse de Bologne en 1988 - et de la collection Page Noire. Il a également illustré le Chien des Baskerville,  Du côté de chez Swann (Gallimard/Futuropolis), et il est l'auteur de nombreux albums.
Il s'est notamment inspiré du shin-hanga (estampes japonaises) pour ses travaux.
En 1993, il obtient la "Mention séciale " du Premio Grafico Fiera di Bologna per la Gioventù de  la Foire du livre de jeunesse de Bologne (Italie) pour  Antibes, Clavière et autres couleurs.

## Ouvrages
- Antibes, Clavière et autres couleurs, Gallimard, 1992
- Claude Aveline, Histoires nocturnes et fantastiques, illustrées par Yan Nascimbene, postface de Jean Lescure, Imprimerie nationale éditions, 1989